# 楊世榮 (明朝)
楊世榮，字霜茹，江西臨江府清江縣人，明朝政治人物、賜特用進士出身。

## 生平
萬曆四十六年舉人，入復社。崇禎十三年中殿試乙榜，十五年賜進士，未謁選。